# Bokförlaget Korpen
Bokförlaget Korpen är ett svenskt bokförlag. Det grundades år 1975 av sociologen Gert Nilson. Förlaget har sitt säte i Göteborg och drivs i form av ett kommanditbolag, sedan år 2013 av David Karlsson. Korpen är ett allmänutgivande förlag som ger ut  böcker om samhälle och politik, kultur och historia, om konst, filosofi och teater. Bland de utgivna författarna finns Karin Brygger, Katarina Frostenson, Emma Goldman, Claes Hylinger, Magnus Hedlund och Johan Asplund. Fram till 1987 hade man givit ut 132 boktitlar. Idag utges ca 20-25 titlar per år.